# Aníbal Alzate
Hernán Aníbal Alzate Sosa (Medellín, 31 de enero de 1933-Ibagué, 31 de marzo de 2016) fue un futbolista colombiano. Fue uno de los jugadores de la Selección Colombia en el Mundial de 1962 en Chile.

## Selección nacional

### Copa Mundial de Fútbol de 1962
Anìbal Alzate fue convocado por la Selección Colombia en 1960, para jugar en la Copa Mundial de Fútbol con Antonio Rada, Marcos Coll, Germán Aceros, Marino Klinger, Efraín Sánchez y Francisco Zuluaga en el Grupo A.

### Participaciones en Copas del Mundo
| Mundial                        | Sede  | Resultado    | Partidos | Goles |
| ------------------------------ | ----- | ------------ | -------- | ----- |
| Copa Mundial de Fútbol de 1962 | Chile | Primera fase | 3        | 0     |

## Clubes
| Club                  | País     | Año         |
| --------------------- | -------- | ----------- |
| Deportes Tolima       | Colombia | 1955 - 1963 |
| Ascoli Calcio 1898 FC | Italia   | 1964 - 1967 |